# Antoine Girardon
Pour les articles homonymes, voir Girardon.
Antoine Girardon, né le 1er février 1758 à Chaumont (Haute-Marne) et mort le 5 décembre 1806 à Naples (Italie), est un général français de la Révolution et de l’Empire.

## Biographie
Le 25 avril 1776, il entra comme simple soldat dans le régiment de Brie, passa caporal le 25 septembre 1778, et fit avec distinction les campagnes d'Amérique de 1780 à 1783. Le 29 avril 1781, il prit part au combat naval devant la Martinique, puis à la prise de Tabago, au siège d'York, au combat de Saint-Christophe, et à la prise de cette île en février 1782.
Nommé en 1789 commandant de la garde nationale de Chaumont, il ne tarda pas à être chargé des fonctions administratives du directoire du district; mais lors de l'organisation de la garde nationale active, il reçut avec le grade de chef de bataillon, le commandement du 1er bataillon de réquisition de Chaumont, et passa successivement, par suite des embrigadements, dans les 170e et 12e demi-brigades de ligne.
Employé à l'armée de Rhin-et-Moselle, il se trouva en l'an II à l'affaire du Geisberg (près de Wissembourg), et en l'an III à l'attaque du pont de Mannheim. Envoyé en l'an IV à l'armée d'Italie, il y fit la campagne de l'an V, et fut le 21 frimaire promu chef de brigade de la 12e demi-brigade de ligne. L'année suivante il commanda Venise, sous les ordres de Serurier, depuis le 3 vendémiaire jusqu'au 18 nivôse.
Appelé à l'armée de Rome commandée par Gouvion-Saint-Cyr, Girardon se trouva au mois de floréal, à l'affaire de Citadel-Castello, et marcha contre les insurgés qu'il battit le 11 thermidor à Ferentino. Il eut après cet avantage le commandement des provinces révoltées du Latium et des Marais Pontins, alors connues sous le nom de département de Circo.
Placé dans la division de Macdonald employé à l'armée de Naples, il fut chargé au siège de cette ville de s'emparer du fort Saint-Elme, et remplit celte mission dangereuse avec non moins d'habileté que de bravoure. Cette action, et les talents qu'il déploya dans la suite, lui valurent, le 10 floréal an VII, le grade de général de brigade et le commandement en chef des troupes que Macdonald laissa dans le territoire de Naples lors de l'évacuation du royaume.
Ces troupes qui s'élevaient à peine à 4 600 hommes, disséminées sur une vaste étendue, eurent à se défendre non seulement contre des populations animées par le fanatisme religieux, mais encore contre les Anglais, unis aux Portugais et aux Turcs, débarqués à Brindes au mois de prairial. Forcé d'évacuer le fort Saint-Elme le 22 messidor, il concentra ses forces dans Capoue, dont les alliés ne tardèrent pas à former le siège. Cette place, presque démantelée, et tellement dépourvue de munitions que Girardon se vit dans la nécessité de fondre en balles la couverture de la cathédrale, fut défendue avec opiniâtreté ; mais après avoir battu l'ennemi dans dix sorties, principalement les 8 et 15 messidor, pendant lesquelles il perdit 8 pièces de canon, 3 drapeaux, 1 guidon, le manque de vivres obligea le général français à capituler le 11 thermidor.
Girardon, employé à son retour en France dans les départements de l'Ouest sous le général en chef Hédouville, fut confirmé dans son grade de général de brigade par arrêté du 26 vendémiaire an VIII, et par arrêté du premier Consul du 8 germinal an IX.
Nommé membre et commandeur de la Légion d'honneur les 19 frimaire et 25 prairial an XII, alors qu'il commandait le département de Maine-et-Loire, il devint le 12 pluviôse an XIII général de division, et retourna quelque temps après à Naples, où il mourut en 1806.

## États de service
- 14 décembre 1796 : Chef de brigade de la 12e demi-brigade d'infanterie
- 29 avril 1799 : Général de brigade
- 1er février 1805 : Général de division

## Honneurs et décorations
- 14 juin 1804 : Commandeur de la Légion d'honneur
- Une rue de Chaumont porte son nom.